# 圖蓬加托縣

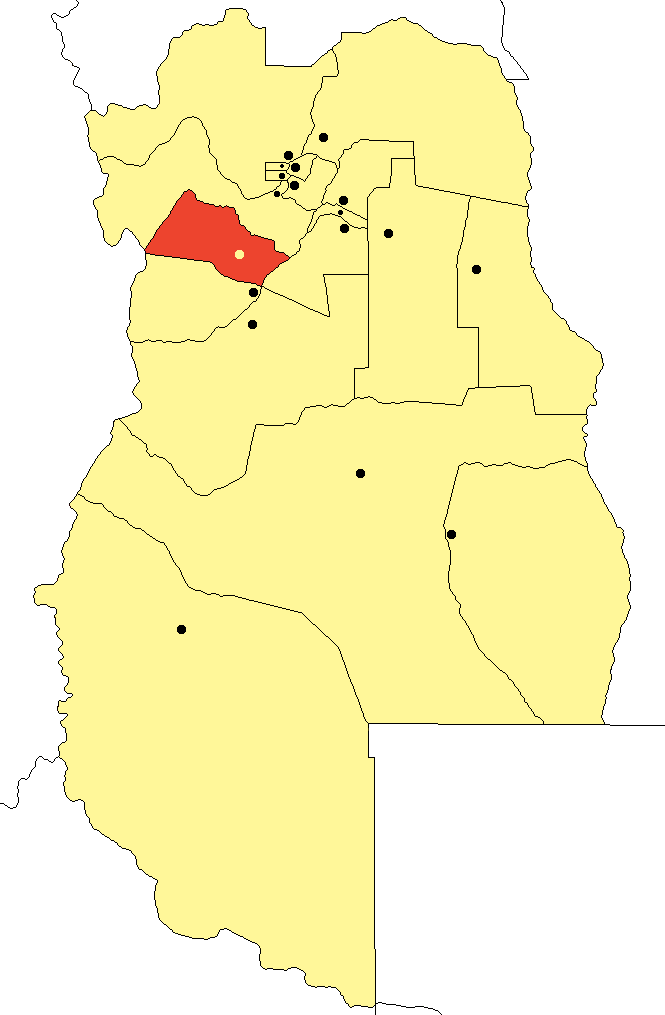

33°15′S 69°15′W / 33.250°S 69.250°W
圖蓬加托縣（西班牙語：Departamento Tupungato），是阿根廷的縣份，位於該國西部門多薩省，首府設於圖蓬加托，面積2,485平方公里，該地區的地震活動頻繁和低強度，2010年人口32,524，人口密度每平方公里13.09人。